# Charles Labillois
Charles H. Labillois est un marchand, un fonctionnaire et un homme politique canadien.

## Biographie
Charles H. Labillois est né le 18 décembre 1856 à Dalhousie, au Nouveau-Brunswick. Son père est Joseph H. LaBillois. Il étudie à l'école modèle de Carleton-sur-Mer, au Québec, puis à la Grammar School de Dalhousie. Il épouse C. McNaughton.
Il est député de Restigouche à l'Assemblée législative du Nouveau-Brunswick de 1882 à 1912 en tant que conservateur. Il est ministre sans portefeuille de 1891 à 1897, commissaire (ministre) de l'Agriculture de 1897 à 1900 et commissaire (ministre) des Travaux publics de 1900 à 1908.